# Yeon Woo-jin
Yeon Woo-jin (연우진?), pseudonimo di Kim Bong-hee (김봉회?; Gangneung, 5 luglio 1984), è un attore sudcoreano.
Ha studiato Ingegneria Civile e Ambientale alla Sejong University.

## Carriera
Yeon Woo-jin inizia la sua carriera come modello nel 2007 alla settimana della moda a Seul e nel 2008 per la marca giapponese di jeans Evisu. Fa il suo debutto come attore nel cortometraggio Chingusa-i? del 2009 con il nome di Seo Ji-hoo; successivamente, la sua agenzia gli consiglia di adottare il nome d'arte Yeon Woo-jin. Dopo aver interpretato un insegnante nel drama Mongttang naesarang, ottiene maggior popolarità con il ruolo di Hwang Tae-pil nella serie Ojakgyo hyeongjaedeul. Da lì a poco, è il protagonista nella miniserie Just an Ordinary Love Story: il suo personaggio s'innamora della figlia di colui che ha ucciso suo fratello. Nel 2012 entra nel cast del drama storico Arang sattojeon, mentre l'anno successivo è il rivale del protagonista Han Tae-sang nella serie Namjaga saranghal ddae. Nel 2014, Yeon è apparso nella serie antologica Secret Love con i membri del gruppo musicale KARA. A luglio dello stesso anno recita nel ruolo di Gong Ki-tae, chirurgo plastico di successo che non ha alcuna intenzione di sposarsi, nel drama Yeon-ae malgo gyeolhon.

## Filmografia

### Cinema
- Chingusa-i? (친구사이?) – cortometraggio (2009)
- We Fly High – cortometraggio (2011)
- Tunnel 3D (터널 3D), regia di Park Gyu-taek (2014)
- Bongyi Kim Seondal (봉이 김선달?), regia di Park Dae-min (2016)
- Special Delivery (특송?), regia di Park Dae-min (2022)

### Televisione
- Cinderella eonni (신데렐라 언니) – serie TV (2010)
- Mongttang naesarang (몽땅 내사랑) – serie TV (2010-2011)
- Ojakgyo hyeongjedeul (오작교 형제들) – serie TV (2011-2012)
- Just an Ordinary Love Story – miniserie TV (2012)
- Arang sattojeon (아랑사또전) – serie TV (2012)
- Namjaga saranghal ttae (남자가 사랑할 때) – serie TV (2013)
- Byeor-eseo on geudae (별에서 온 그대) – serie TV, episodio 18[14] (2014)
- Secret Love – serie antologica, episodio 1 (2014)
- Yeon-ae malgo gyeolhon (연애 말고 결혼) – serie TV, 16 episodi (2014)
- Naeseongjeog-in boss (내성적인 보스) - serie TV (2017)
- 7ir-ui wangbi (7일의 왕비?) – serie TV (2017)
- Trentanove (서른, 아홉?, Seoreun, ahopLR) – serie TV (2022)
- Un raggio di sole al giorno (정신병동에도 아침이 와요?, Jeongsinbyeongdong-edo achim-i wa-yoLR) – serie TV (2023)
- A Virtuous Business (정숙한 세일즈?, Jeongsukhan se-iljeuLR) – serie TV (2024)

## Premi e candidature
- 2012 – KBS Drama Awards
  - Vinto – Best Actor in a One-Act/Short Drama per Just an Ordinary Love Story.
- 2012 – MBC Drama Awards
  - Nomination – Best New Actor per Arang sattojeon.